# Artistas japoneses durante la guerra

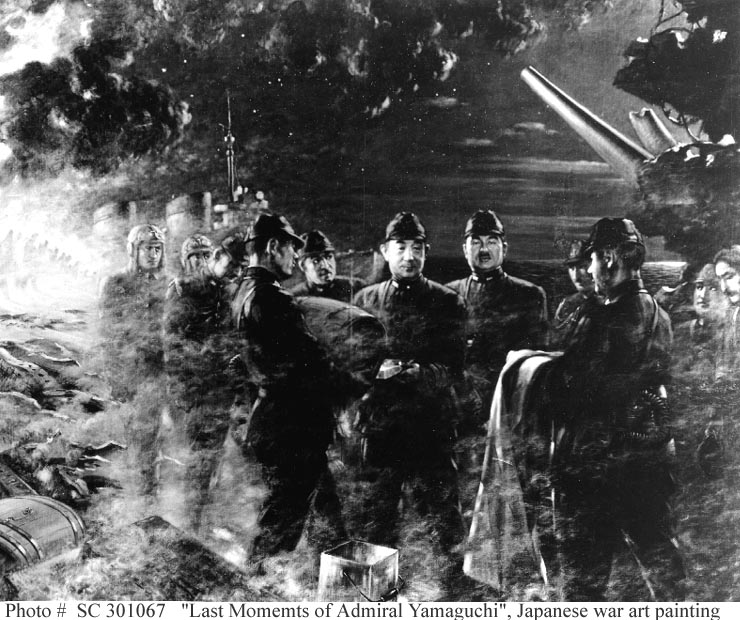
"Los últimos momentos del almirante Yamaguchi", pintura japonesa durante la guerra.

Los artistas oficiales de guerra japoneses fueron encargados para crear obras de arte en el contexto de una guerra específica. A estos artistas se les encargó crear obras de arte en un determinado contexto bélico. 
Los artistas crearon sensō sakusen kirokuga ("pintura documental de la campaña de guerra").
Los artistas oficiales de guerra fueron nombrados por el gobierno con el fin de: dar información, o de hacer propaganda, o para llevar un registro de los acontecimientos en el campo de batalla; pero hay muchos otros tipos de artistas que representan el tema o los acontecimientos de la guerra.
Entre 1937 y 1945, los líderes militares de Japón encargaron a varios artistas oficiales de guerra para crear imágenes de la Segunda guerra sino-japonesa y la Guerra del Pacífico. Se crearon alrededor de 200 imágenes que representan las campañas militares de Japón. Estas fotos fueron presentadas en exposiciones a gran escala durante los años de guerra.

## Segunda guerra sino-japonesa
El Ejército Imperial Japonés apoyo a varios artistas durante este conflicto; por ejemplo, Tsuguharu Foujita fue enviado a China como un artista oficial de guerra por la oficina imperial japonesa de Información Naval.  En 1938, Tsuguharu Foujita viajó al frente de la batalla en el centro de China.
- Tsuguharu Foujita, 1886–1968.[7]

## Guerra del Pacífico (1937-1945)
El gobierno japonés y los militares apoyaron un amplio programa de arte de la guerra que involucró a cientos de artistas, aunque, poco se sabe sobre él; en parte, esto se debe a que el gobierno de Estados Unidos confiscó las obras de arte existentes, muchos de los registros no han sido examinados para su revisión académica.
Artistas.
- Tsuguharu Foujita.[9]
- Ryushi Kawabata. 1855–1966.[9]
- Ryohei Koiso. 1903–1988.[9]
- Shin Kurihara. 1894–1966.[9]
- Saburo Miyamoto. 1905–1974.[9]
- Kenichi Nakamura. 1895–1967.[9]
- Kita Renzo. (1876–1949)
- Konosuke Tamura. 1903–1986.[9]
- Kenji Yoshioka. 1906–1990.[9]